# Rote Sonne (Club)

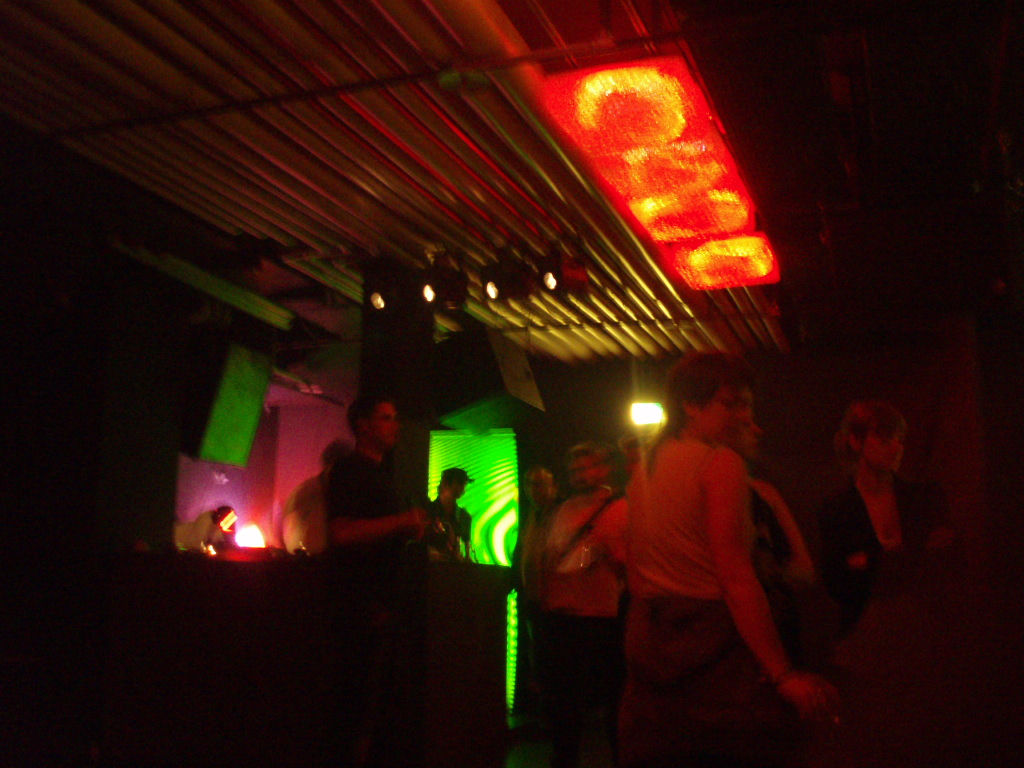
Die Rote Sonne im Jahr 2005

Die Rote Sonne ist ein Techno-Club in München. Er befindet sich am Maximiliansplatz im Zentrum der Stadt und hat eine Kapazität von 300 bis 400 Gästen.
In den Jahren 2005, 2007 und 2008 und wurde die Rote Sonne vom Leserpool des Musikmagazins De:Bug zu einem der besten Clubs Europas gewählt.

## Geschichte

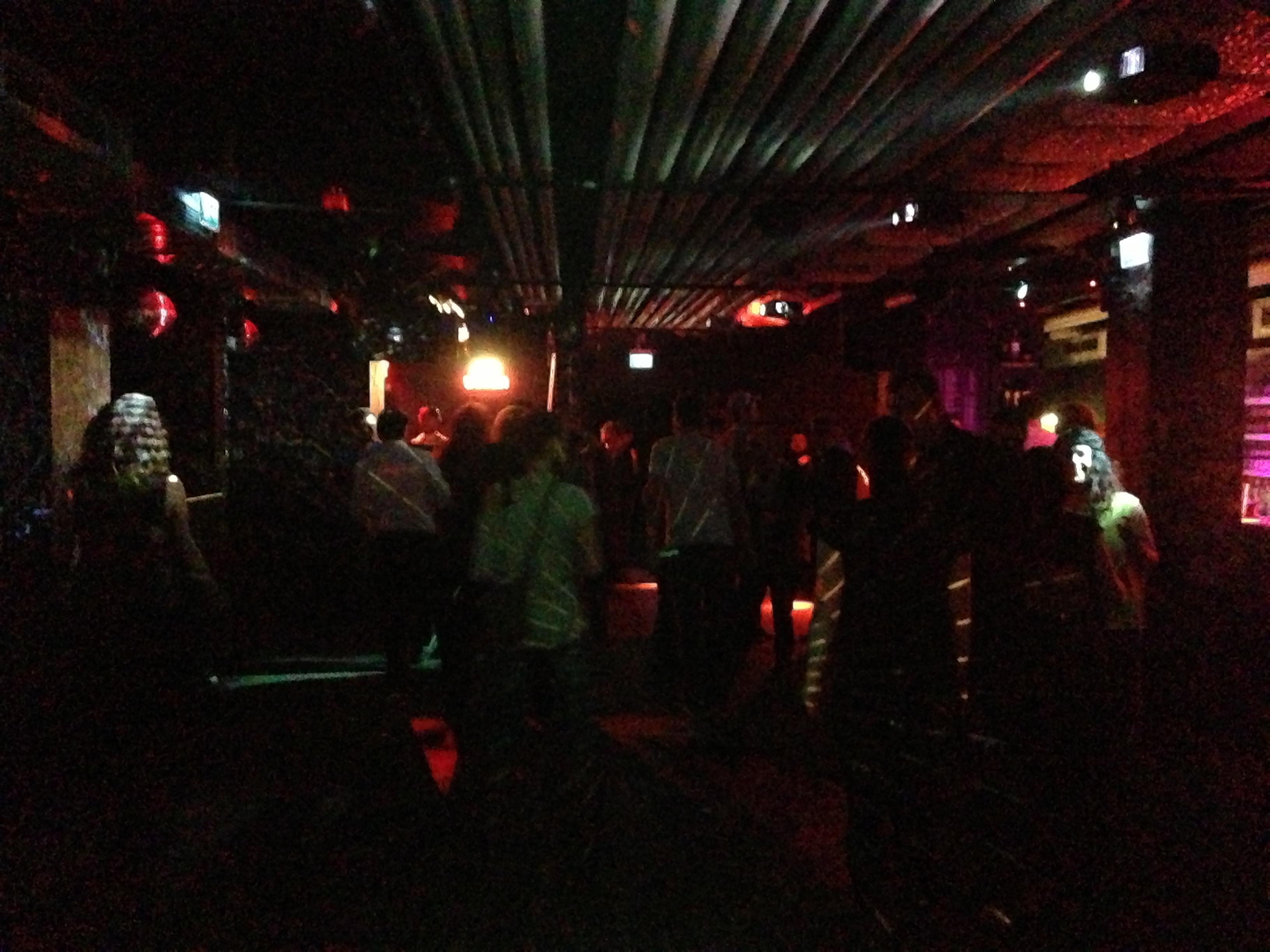
Tanzfläche der Roten Sonne (2013)

Die Rote Sonne befindet sich im Keller eines ehemaligen, bei Luftangriffen im Zweiten Weltkrieg zerstörten und in der Nachkriegszeit überbauten Cafés, in welchem sich ab den späten 1970er Jahren der durch die Anwesenheit von internationalen Prominenten bekannte Club Why Not befand, sowie ab Anfang der 1990er Jahre der Lesben- und Schwulenclub Fortuna, welcher sich als Afterhour-Club für die Technoszene etabliert hatte. Der Club Rote Sonne wurde am 5. August 2005 in den umgebauten Kellerräumen des geschlossenen Fortuna eröffnet und ist nach dem gleichnamigen Film aus dem Jahr 1969 benannt.
Zusammen mit dem Harry Klein gilt er als inoffizieller Nachfolger des Ultraschall, da mit Peter Wacha und Dorothea Zenker zwei ehemalige Gründungsmitglieder und Inhaber des Ultraschall-Clubs an der Roten Sonne beteiligt sind. Weitere Inhaber sind und waren Martin Gretschmann (The Notwist, Console), Richard Rieger (Annette Party, Pastamusik), der Architekt Bernd Bergmann und Sven Künast (Pimpernel).

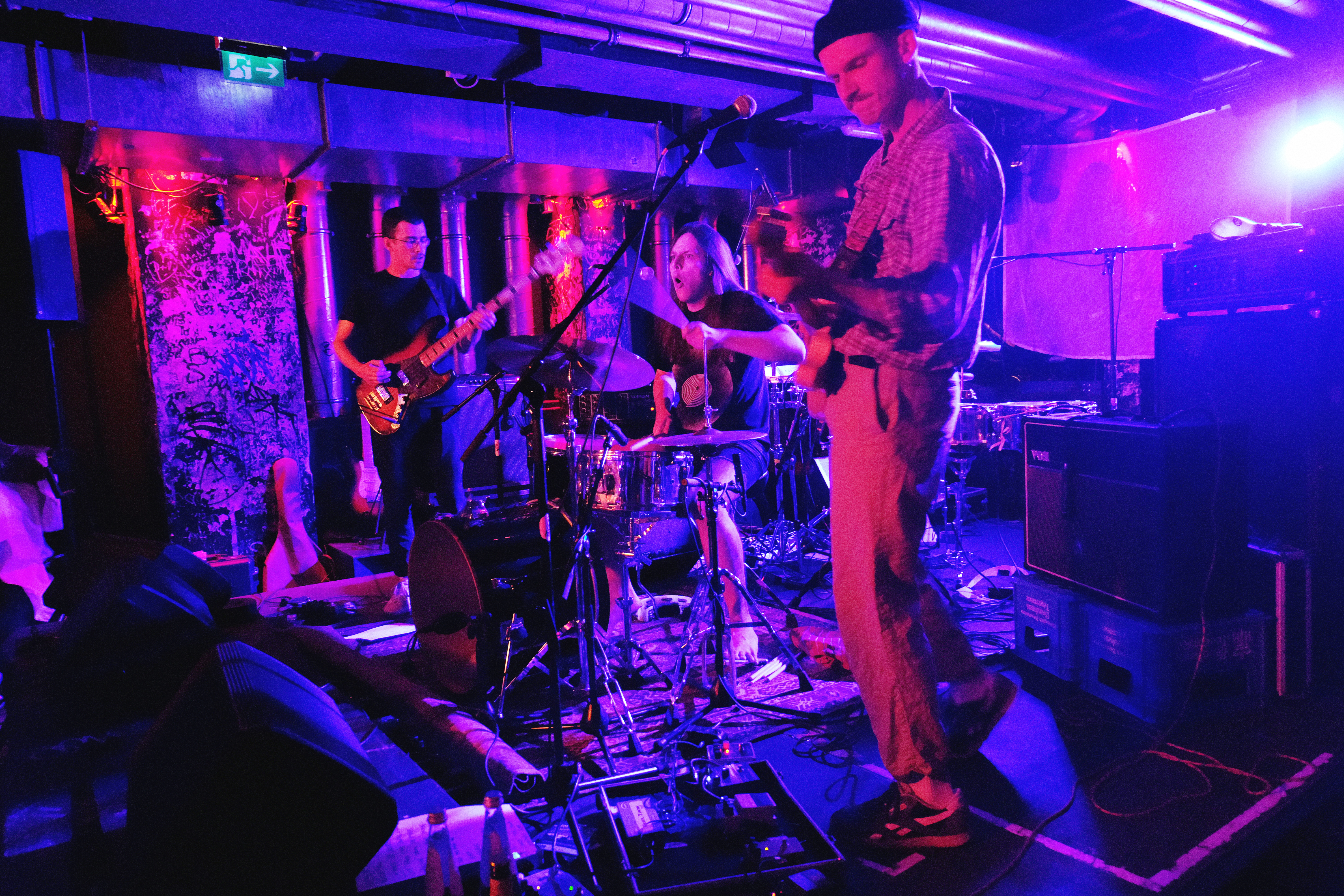
Die Wolf Mountains spielen in der Roten Sonne (2019)

Das Programm umfasst am Wochenende überwiegend elektronische Musik. Dabei ist der Freitag hartem Techno gewidmet, samstags geht es oft etwas experimenteller zu mit Techno, Drum and Bass, House, Electro oder Dubstep. Unter der Woche finden im Club auch regelmäßig Live-Konzerte statt. Seit Eröffnung des Clubs spielten weit über 700 DJs, etwa 300 Live-Acts und mehr als 100 Live-Bands in der Roten Sonne. Darunter befanden sich Acid Pauli, Animal Collective, Boys Noize, Cobra Killer, Dapayk, Dave Clarke, Dominik Eulberg, Jeff Mills, Kollektiv Turmstrasse, Laurent Garnier, Len Faki, Marek Hemmann, Miss Kittin, Monika Kruse, Patrick Pulsinger, Tiefschwarz und Troy Pierce.

## Auszeichnungen
- APPLAUS 2022 – Hauptpreis für Bestes Livemusikprogramm[12][13][14]
- (pop)award Bayern 2024 – Auszeichnung als „Club des Jahres“[15]